# Crossout
Crossout — компьютерная многопользовательская онлайн-игра в жанре постапокалиптического экшена с видом от третьего лица. Основу игры составляют сессионные PvP-сражения на бронеавтомобилях, собранных самими игроками. Также одним из основных элементов игры является рынок, торговля внутри игры и создание деталей на станках. Разработчиком игры является российская студия Targem Games, издатель — компания Gaijin Entertainment.

## Игровой мир
Действие Crossout происходит в 2053 году, спустя 26 лет после катастрофы (то есть катастрофа была в 2027), на руинах цивилизации, после неудачных экспериментов. Немногим выжившим предстоит безжалостная борьба за ценные ресурсы. Их главным оружием будут бронеавтомобили, собранные из всего, что найдётся на просторах постапокалиптического мира. В ход пойдут сотни деталей, среди которых как предметы из прошлого — ржавые обрезки автомобилей, бензопилы, кабины и колёса от старых автомобилей, так и современные изобретения конструкторов-самоучек — боевые дроны, генераторы невидимости и реактивные ускорители.

## Игровой процесс

### Создание бронемобилей
Главная особенность игры — бронемобили, которые игрок создаёт самостоятельно из различных частей и материалов, полученных в бою или купленных у других игроков на рынке. Основные части машины — кабина, рама, вооружение, броня и разнообразные ходовые — обязательны для создания бронемобиля. Остальные детали, такие как дроны, ускорители, генераторы невидимости и другие устройства, хоть и не обязательны для участия в сражении, но пригодятся для более эффективного ведения боя.
В Crossout присутствуют чертежи и готовые модели бронемобилей. Бывает несколько типов чертежей: фракционные бронемобили, которые игрок может получить при достижении определённого уровня у разных фракций; бронемобили с выставки, которые выкладывают в общий доступ сами игроки; случайные бронемобили, собранные «Автосборкой», которые при нажатии соответствующей кнопки автоматически появляются в гараже. Машины для баланса делят по ОМ (Очкам Мощи). Каждая деталь имеет свои ОМ. Из ОМ всех деталей бронемобиля складывается общие ОМ. Чем лучше деталь, тем выше её ОМ. Но тем не менее игрок может как угодно менять, улучшать или заново собирать бронемобили из имеющихся у него частей. Таким образом, игроки могут создавать машины, которые лучше всего подойдут именно их стилю игры. Также можно сохранять свои чертежи. Помимо базового «Хранилища для чертежей», можно произвести дополнительное на станке любой из фракций, кроме станков Механиков, Основателей, Синдикатов и Гипербореи.
Несмотря на то, что игрок может сконструировать бронемобиль практически любого вида, в Crossout работают законы физики. Это значит, что тяжёлая машина будет двигаться медленнее, а отдача при выстреле из пушки большого калибра может опрокинуть лёгкий бронемобиль. Таким образом при конструировании бронемобиля игроку потребуется соблюдать баланс между различными характеристиками машины, а также продумывать взаиморасположение деталей.

### Бои
Игроку предлагаются на выбор несколько типов боевых заданий:
- Миссии — бои против других игроков (PvP) и против ботов (PvE) командами 8 на 8. Подбор противников происходит на основании характеристики «очки мощи» машин игроков. В случае нехватки игроков их место занимают боты, управляемые компьютером.
- Рейды — бои игроков против ботов (PvE). Рейды подразделяются на лёгкие, средние и сложные. Этот режим — единственный способ получить такие ресурсы, как медь, пластик, купоны, и электронику, не считая покупки на рынке.
- Потасовки — игроки сражаются друг против друга в боях без правил. Режим включает в себя несколько типов сражений: «Каждый сам за себя», «Штормовое предупреждение»[9], «Гонка», «Большие Чёрные Скорпионы», «Королевская битва». Большинство сражений было выведено из игры. Игрокам доступны две потасовки: «За Императора» и «Артиллерия».
- Клановые бои — в рамках режима развернётся битва команд за особо ценный ресурс — урановую руду. Игрокам предлагается создать свою клановую команду из 4 человек и сразиться с вражеской за обладание ценнейшим ресурсом для создания реликтовых деталей[10][11][12].
- Клановое противостояние — режим для кланов и банд, доступный всем игрокам начиная с 10 уровня. Из ключевых особенностей режима: ОМ бронемобиля не должен быть меньше 5000 ОМ и превышать 9000 ОМ. Команды формируются из случайных игроков разных банд и кланов, но при этом, игроки одного клана или банды никогда не будут в бою по разные стороны.
- Рейтинговые бои (выведены из игры) — бои против других (PvP) командами 4 на 4. Подбор противников происходит на основании очков рейтинга, которые увеличиваются с каждой победой и уменьшаются с поражением; балансировки игроков по «очкам мощи» не происходит. Собираются только полные команды (по 4 реальных игрока), в случае выхода игрока в начале боя замены ботом или другим игроком не происходит, а с игрока, который вышел, очки рейтинга снимутся как за поражение.
- Особые бои — бои, которые временно появляются на время какого-нибудь особого события, приуроченного к какому-либо празднику. Например «Откуда тачка чувак?» или «Дронопокалипсис».
- Приключение — особый сюжетный режим, где игроку предстоит сразиться с беспилотными машинами «Опустошителями», которые стирают память выжившим, а также выяснить, в чём их цель и вернуть себе память.

### Развитие игрока
Система развития игрока в Crossout реализована с помощью так называемых «фракций». Всего в игре представлено восемь фракций: нейтральная фракция Механиков, в которой игрок состоит с самого начала игры и не может покинуть её и дополнительные фракции — Бешеные, Огнепоклонники, Скитальцы, Мусорщики, Степные волки, Дети Рассвета , Синдикат, Основатели, Гиперборея, Кнехты и Вороны. Последние 2 фракции появляются во время определённых временных событий (Кнехтов заменили Воронами, поэтому эвентов с «Рыцарями дорог» больше нет). При повышении уровня репутации с какой-либо фракцией игрок получает в награду детали класса «Конструкция» (броня) — бампера, детали обшивки, детали каркаса и т. д. — которые невозможно достать никаким иным способом и доступ к новым чертежам деталей более высокой редкости. Помимо этого, фракция Механиков награждает игрока новыми красками, портретами для профиля и увеличением максимального количества деталей в конструкции машины. Создавать различные детали и оружие игроки могут на станках фракций, у каждой из которых свой стиль ведения боя. За быстрыми машинами с контактным вооружением и дробовиками стоит идти к «Бешеным», за сочетанием былой авиационной мощи, ретро-стиля и ведения среднедистанционного боя на пулемётах — к «Скитальцам»; в создании тяжёлой техники помогут «Мусорщики», а последние армейские новинки стоит искать в гараже «Степных волков». Для полёта и использования плазменного и лазерного (энергетического) вооружения потребуются разработки гениальных учёных, использующих ховеры (вертикальные реактивные ускорители) «Икар IV» и «Икар VII» от фракции «Дети Рассвета». А для того, чтобы собрать безумный хот-род с огнемётами, понадобятся навыки «Огнепоклонников».

### Задания
В игре присутствует система ежедневных и еженедельных заданий. За первые игрок получает металлолом. За вторые он получает особый ресурс (значки Механиков), который можно обменять и получить уникальные предметы.
Также в игре присутствует система «достижений», за которые игрок получает уникальные фоны и эмблемы баннеров — элементы персонализации профиля игрока

### Рынок
Рынок в Crossout представляет собой торговую площадку, на которой игрокам дана возможность покупать и продавать любые ресурсы и детали (кроме стартовых и деталей класса «Конструкция», выдаваемых в награду за повышение уровней репутации у фракций). При этом торговля ведётся исключительно за монеты, и прямой обмен товара на товар недоступен. При торговле между игроками ведётся комиссия благодаря которой игроки не могут зарабатывать нечестным способом. Также на рынке есть система сортировки товаров: по цене, по популярности, по редкости, по типу деталей: вооружение, кабины, ходовые, декор, косметические детали (краски, наклейки) и ресурсы.

## Разработка
20 мая 2015 года Gaijin Entertainment и Targem Games анонсировали игру Crossout в постапокалиптическом мире. По задумке разработчиков, монетизироваться игра должна была по модели free-to-play.
Альфа-тестирование игры прошло летом 2015 года, игра называлась Battle Test.
В том же году игра оказалась на выставке E3 2015.
5 апреля 2016 года началась стадия закрытого бета-тестирования игры.
28 августа 2016 — игра выходит в ранний доступ в Steam, с двумя новыми игровыми режимами — «Конвой» и рейд «Похищение».
16 мая 2017 года состоялся анонс для консолей — PlayStation 4 и Xbox One.
Открытое бета-тестирование началось 30 мая 2017 года — игра стала доступна на ПК и на игровых консолях.

## Отзывы и оценки
| Сводный рейтинг       | Сводный рейтинг |
| Агрегатор             | Оценка          |
| --------------------- | --------------- |
| Metacritic            | XONE: 68/100    |
| OpenCritic            | 61/100          |
| Иноязычные издания    |                 |
| Издание               | Оценка          |
| PC Games              | 75/100          |
| PlayStation LifeStyle | 7/10            |
| Русскоязычные издания |                 |
| Издание               | Оценка          |
| Gameplay              | 3/5             |

Игровой портал mmorpg.com назвал Crossout самой инновационной игрой из представленных на выставке E3 2015. По итогам выставки Gamescom 2015 Crossout также получил ряд наград, в числе которых второе место в категории The Best of Gamescom 2015 по мнению читателей mmogames.com, а также награду за лучший дебют на выставке от журнала Навигатор игрового мира. Кроме того, данное издание включило игру в список 20 самых ожидаемых игр 2016 года.
Летом 2018 года, благодаря уязвимости в защите Steam Web API, стало известно, что точное количество пользователей сервиса Steam, которые играли в игру хотя бы один раз, составляет 1 727 005 человек.